# Lazarus (single)
Lazarus is een single op het laatste studioalbum Blackstar van David Bowie. Het nummer en de bijbehorende videoclip bevatten een aantal concrete aanwijzingen voor het (toen nog) naderende overlijden van David Bowie. Daarom kan het nummer worden beschouwd als een moderne vorm van een zwanenzang.
Het nummer is geschreven voor de musical Lazarus, die in New York op 7 december 2015 in première ging. Deze musical is geproduceerd door Ivo van Hove, die daarmee als een van de laatsten met Bowie heeft samengewerkt. De clip werd in december door Bowie al vrijgegeven, vooruitlopend op het album Blackstar, dat op 8 januari 2016 werd uitgebracht. Na het overlijden van Bowie op 10 januari 2016 kwam het publiek pas achter de werkelijke betekenis van dit nummer.

## Videoclip
De officiële clip werd op 7 januari via VEVO beschikbaar gesteld. De video laat David Bowie zien met het hoofd in windsels liggend op een doodsbed. Zijn ogen worden voorgesteld door knopen. Aan het eind van de video loopt Bowie achteruit een kast in, om niet meer terug te keren.

## Tracklijst
| Nr. | Titel   | Duur |
| --- | ------- | ---- |
| 1.  | Lazarus | 6:22 |

## Hitnoteringen

### Nederlandse Top 40
| Hitnotering: 16-01-2016 t/m 23-01-2016 | Hitnotering: 16-01-2016 t/m 23-01-2016 | Hitnotering: 16-01-2016 t/m 23-01-2016 | Hitnotering: 16-01-2016 t/m 23-01-2016 |
| Week:                                  | 1                                      | 2                                      |                                        |
| -------------------------------------- | -------------------------------------- | -------------------------------------- | -------------------------------------- |
| Positie:                               | 32                                     | 38                                     | uit                                    |

### B2B Single Top 100
| Hitnotering: 16-01-2016 t/m 23-01-2016 | Hitnotering: 16-01-2016 t/m 23-01-2016 | Hitnotering: 16-01-2016 t/m 23-01-2016 | Hitnotering: 16-01-2016 t/m 23-01-2016 |
| Week:                                  | 1                                      | 2                                      |                                        |
| -------------------------------------- | -------------------------------------- | -------------------------------------- | -------------------------------------- |
| Positie:                               | 32                                     | 54                                     | uit                                    |

### 3FM Mega Top 50
| Hitnotering: 16-01-2016 t/m 23-01-2016 | Hitnotering: 16-01-2016 t/m 23-01-2016 | Hitnotering: 16-01-2016 t/m 23-01-2016 | Hitnotering: 16-01-2016 t/m 23-01-2016 |
| Week:                                  | 1                                      | 2                                      |                                        |
| -------------------------------------- | -------------------------------------- | -------------------------------------- | -------------------------------------- |
| Positie:                               | 26                                     | 46                                     | uit                                    |

### NPO Radio 2 Top 2000
| Nummer met noteringen in de NPO Radio 2 Top 2000 | '16 | '17 | '18 | '19 | '20 | '21 | '22  | '23  | '24  |
| ------------------------------------------------ | --- | --- | --- | --- | --- | --- | ---- | ---- | ---- |
| Lazarus                                          | 778 | 499 | 609 | 622 | 783 | 994 | 1136 | 1300 | 1523 |

1. ↑  Een vetgedrukt getal geeft de hoogste notering aan.
2. ↑  2016 was het eerste jaar met een notering voor dit nummer.